# 交通樂團
交通樂團（英語：Traffic）是1967年4月由史蒂夫·溫伍德、吉姆·卡帕爾蒂、克里斯·伍德和戴夫·梅森在英格蘭伯明罕成立的英國搖滾樂團。 樂團最初以迷幻搖滾風格為主，並使用樂器如Mellotron和大鍵琴、西塔琴和各種簧片樂器，以及在他們的音樂中融入爵士樂和即興技巧，使聲音多樣化。他們的前三首單曲是〈Paper Sun〉、〈Hole in My Shoe〉和〈Here We Go Round the Mulberry Bush〉。
交通樂團於1969年短暫解散，在此期間溫伍德加入了盲目信仰乐團，然後在1970年復出，發行了備受好評的專輯《John Barleycorn Must Die》。樂隊的陣容也從此時開始變更，直到他們在1974年再次解散。溫伍德和卡帕爾蒂則在1994年舉行交通樂團最後的復出。
交通樂團於2004年入選摇滚名人堂。

## 成員
- 史蒂夫·溫伍德 – 歌手、吉他、鍵盤、貝斯 (1967–1969、1970–1974、1994)
- 吉姆·卡帕爾蒂（英语：Jim Capaldi） – 爵士鼓、打擊樂器、歌手 (1967–1969、1970–1974、1994；2005年去世)
- 克里斯·伍德（英语：Chris Wood (rock musician)） – 長笛、薩克斯風、鍵盤 (1967–1969、1970–1974；1983年去世)
- 戴夫·梅森（英语：Dave Mason） – 歌手、吉他、西塔琴、貝斯 (1967、1968、1971)
- 里克·格雷奇（英语：Ric Grech） – 吉他(1970；僅現場演出)、貝斯 (1970–1972；1990年去世)
- 吉姆·高登（英语：Jim Gordon (musician)） – 爵士鼓 (1971–1972)
- 里鮑普·科瓦庫·巴（英语：Rebop Kwaku Baah） – 打擊樂器 (1971–1974；1983年去世)
- 羅傑·霍金斯（英语：Roger Hawkins (drummer)） – 爵士鼓 (1972–1973)
- 大衛·胡德（英语：David Hood） – 貝斯 (1972–1973)
- 貝瑞·貝克特（英语：Barry Beckett） – 哈蒙德風琴（英语：Hammond organ） (1973；2009年去世)
- 羅斯科·吉（英语：Rosko Gee） – 貝斯 (1974、1994)
- 藍道爾·布拉布萊特（英语：Randall Bramblett） – 長笛、薩克斯風、鍵盤 (1994)
- 麥可·麥克沃伊（英语：Michael J McEvoy） – 鍵盤、吉他、中提琴 (1994)
- 小沃爾福里多·雷耶斯（英语：Walfredo Reyes Jr.） – 爵士鼓、打擊樂器 (1994)

## 作品列表
| - 《Mr. Fantasy》（1968年12月8日，美國首發行時被更名為Heaven Is In Your Mind） - 《Traffic》（1968年10月） - 《Last Exit》（1969年5月） - 《John Barleycorn Must Die》（1970年7月1日） - 《The Low Spark of High Heeled Boys》（1971年11月） - 《Shoot Out at the Fantasy Factory》（1973年2月） - 《When the Eagle Flies》（1974年9月） - 《Far from Home》（1994年5月9日） | - 《Welcome to the Canteen》（1971年9月） - 《On the Road》（1973年10月） - 《The Last Great Traffic Jam》（2005年11月8日） - 《Best of Traffic》（1969年） - 《Heavy Traffic》（1975年） - 《More Heavy Traffic》（1975年） - 《Smiling Phases》（1991年） - 《Heaven Is in Your Mind - An Introduction to Traffic》（1998年） - 《Feelin' Alright: The Very Best of Traffic》（2000年） - 《The Collection》（2002年） - 《Traffic Gold》（2005年7月26日） |